# Killeen
Killeen – miasto w Stanach Zjednoczonych, w stanie Teksas, w hrabstwie Bell. Według spisu w 2020 roku liczy 153,1 tys. mieszkańców. Położone 90 km na północ od Austin i 200 km na południowy zachód od Dallas.